# 試製自動步槍 甲/乙/丙
試製自動步槍（日语：／ Shisei Jidō Shōjū），是二戰前日本試製的一系列實驗性半自动步枪。

## 歷史
該槍由河村正彌所設計，在日本由特鋼公司生產。 該槍的第一批原型在1932年生產，估計有約50把原型槍。然而，被測試的原型槍都不被認為適合服役。 除此之外，因預計成本太高、無法證明其生產的合理性，因此該項目被取消。 該槍可以切換射擊模式，其設計參考佩德森步槍，利用氣動來帶動枪机

## 設計
試製自動步槍甲/乙/丙型是日本在20世紀30年代試驗並決定不採用的三種步槍，使用佩德森切換動作（甲型和丙型）。 它使用5發或10發可拆卸盒式彈匣。

### 甲型
使用佩德森式機關部（切換射擊模式）

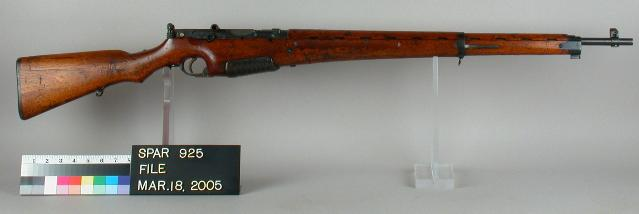
試製自動步枪 甲型

彈匣結構獨特且膨脹，近年來在海外現存的實物照片在書籍和網上公開。

### 乙型
捷克斯洛伐克製造的ZH-29自動步槍替代仿製品。

### 丙型
佩德森式機關部（切換射擊模式），擁有可拆卸彈匣（5發或10發）。

## 流行文化

### 電子遊戲
- 2021年—《应征入伍》：型號為甲型乙型和丙型。